# Emine
Emine (bulgariska: Емине) är en udde i Bulgarien.   Den ligger i regionen Burgas, i den östra delen av landet, 400 km öster om huvudstaden Sofia.
Terrängen inåt land är huvudsakligen kuperad, men norrut är den platt. Havet är nära Emine åt sydost. Närmaste större samhälle är Vlas, 11,6 km väster om Emine.